# Bephratoides brevigaster
Bephratoides brevigaster är en stekelart som beskrevs av Subba Rao 1978. Bephratoides brevigaster ingår i släktet Bephratoides och familjen kragglanssteklar. Inga underarter finns listade.